# Oecetis portalensis
Oecetis portalensis är en nattsländeart som beskrevs av Martin E. Mosely 1939. Oecetis portalensis ingår i släktet Oecetis och familjen långhornssländor. Inga underarter finns listade i Catalogue of Life.